# جين هاريس (لاعب كرة قاعدة)
جين هاريس (بالإنجليزية: Gene Harris)‏ هو لاعب كرة قاعدة أمريكي، ولد في 5 ديسمبر 1964 في سيبرينغ في الولايات المتحدة.

## وصلات خارجية
- جين هاريس على موقع دوري كرة القاعدة الرئيسي (الإنجليزية)
- جين هاريس على موقعبيزبول رفرنس.كوم (الدوري الرئيسي) (الإنجليزية)
- جين هاريس على موقعبيزبول رفرنس.كوم (الدوري الثانوي) (الإنجليزية)
- جين هاريس على موقع إي إس بي إن.كوم (أم.أل.بي) (الإنجليزية)
- جين هاريس على موقع مشجعي الرسوم البيانية (الإنجليزية)